# 反共大屠杀
反共大屠杀是指针对共产党人及其盟友和支持者实行的大规模屠杀，执行者包括反对共产主义的个人、政治组织和政府。自共产主义运动诞生起，便受到反对者采取种种反对手段来压制共产主义者的行动及共产主义思想的传播，有时甚至大规模使用暴力进行镇压。冷战时期发起的许多反共屠杀得到了美国及其西方集团盟友的支持:87。一些美国支持的大屠杀，如1965年—1966年的印度尼西亚大屠杀、危地马拉内战期间的瓜地馬拉種族屠殺，被部分学者认为是种族灭绝行为。

## 背景

### 白色恐怖
“白色恐怖”（法語：Terreur blanche）是1795年在法国大革命期间产生的一个术语，用以表示一切形式的反革命暴力。这个词源自当时法国保皇派使用的白色旗帜。从那时起，人们使用“白色恐怖”一词来更广泛地代指协同进行的反革命暴力行为。在历史上，许多实行白色恐怖的团体出于反革命和反共产主义的目的，迫害、攻击和杀害共产党员，以及所谓的共产党员和共产党的“同情者”。历史学家克里斯蒂安·格拉赫认为，“当双方都实施恐怖活动时，‘红色’恐怖相比于‘白色’恐怖，那就是小巫见大巫”，并以白色恐怖对巴黎公社的镇压、西班牙内战中的白色恐怖以及1965-1966年的印度尼西亚大屠杀为例。

## 亚洲

### 中华民国
有学者认为，“国民党的杀戮是基于战略和意识形态考量的，在第一次国共合作之后，国民党常常搜捕共产党人或共产主义同情者进行处决。当在某地击退共产党势力并占领该地区时，他们会杀死任何他们认为与共产党合作或被共产党‘赤化’的人。在1934年至1935年的军事行动中，国民党可能屠杀或饿死了多达1000000人”。

#### 中国国民党清党
1927年4月12日，时任国民革命军总司令的蒋中正在上海发动四一二事件。12日下午，由中国共产党领导下的闸北工人作出回应，从蒋中正领导的军队手里夺回总工会会所，并宣布全市举行总罢工，于次日展开游行。此游行遭到上海当局的镇压。4月12日至15日，有300多人被杀，500多人被捕，5000多人失踪。继上海清党后，广州、北平等地的反共人士，也开始大量清除共产党员及其亲共人士。该次事件死亡人数达数千人，據當時《中國周報》記者史諾估計，被殺害的左派分子在5000人以上:101。
在四一二事件期间，国民党还专门针对没有被缠足的短发女性，认为这些“非传统”的女性是激进分子。国民党势力割下她们的乳房，把她们剃成光头，展示她们被肢解的尸体，以恐吓当地民众。
同年7月15日，汪精卫在武汉召开中国国民党中央执行委员会会议，正式作出关于“分共”的决定，提出“宁可枉杀千人，不可使一人漏网”的口号。随后不久，汪精卫的部下就和蒋中正一样实行清党运动，宁汉合流。在20天内，广州、厦门、福州、宁波、南京、杭州和长沙有10000多名共产党员被逮捕和处决，苏联正式终止了与国民党的合作。据谢觉哉回忆，湖北曾有“宁肯错杀三千，不肯放松一个”的布告。而当时国民革命军第19军副军长陶钧以此发言闻名。
在1927年一年内，中国大陆有超过300000人在国民党的镇压行动中丧生。

#### 苏区大屠杀
1931年中央蘇區第三次反圍剿戰爭期間，蔣中正表示贊成陳銘樞的“清野焚毀”計劃，電令熊式輝準備燃油焚毀“匪巢”。李荩萱後來回憶稱國軍為槍殺當地民眾，先將房屋焚毀，然後伏擊救火的當地居民。僅在東固國軍就殺死2000多當地民眾。時任國民革命軍第十八軍軍長的陳誠在其日記中记载數起當地居民與國軍衝突的案例，併寫到:“然军队纪律之坏，实起人民之反感，故即非匪化之人民亦仇视军队，并有兵不如匪之口号，军民间之情感即不可收拾矣。”。
1933年中央蘇區第五次反圍剿戰爭前的8月30日，蔣中正對劉鎮華、徐源泉等部下達“匪化已深之区域非准各部队官兵尽量之烧杀，不能铲除匪根。”“务令各部烧杀勿论为要。”之手令，並稱“即推‘剿匪’之‘剿’字，其意义亦必以刀入匪巢、杀戮尽净之意。”。
在红军反围剿失败被迫离开中央苏区后，国民党对苏区进行“清剿”，喊出了“有民即有匪，民尽匪尽”、“宁愿错杀一千，不能漏掉一个”、 “屋换石头，人换种”、“斩草除根，诛家灭种”等口号。当时，众多村庄遭到洗劫、屠杀，甚至绝户。许多原本有数百人的村庄被屠杀到仅剩数十人甚至数人。国军占领中央苏区后，即实行白色恐怖，据不完全统计，瑞金被杀18000人，宁都被杀4800人，兴国被杀2142人，雩都被杀3000余人，寻乌县被杀4520人，整个中央苏区约有800000人被杀，呈现出田园荒芜、人烟稀少的景象。
其他一些屠杀的例子包括：国军第十一路军的一个旅在立煌县柳树庄，一夜间活埋苏维埃干部、群众3500余人；商城民团头子顾敬之，在汤家汇周围百里内杀害红军伤病员、军属和群众10000余人；刘镇华第六十四师在皖西屠杀共产党员和群众，为向上级报功领赏，割下死难者耳朵达七担之多；由于监狱暴满，国民党设立“难民收容所”，每天给“难民”喝掺有石灰的稀饭，吃后肚子发烧膨胀，因此每天都有人死亡，死了就扔到收容所旁挖的大坑里，“难民”稍有反抗，就被铡死；中共将领徐海东家族有66口人被杀；

#### 第二次国共内战
第二次国共内战期间，国民党在其征兵过程中导致1131000人死亡，此外还屠杀了100万平民，这些受害者绝大多数是农民。
1946年内战爆发后，国民党情报和军事机构资助与支持各地成立还乡团。还乡团和地方势力组成民兵团体，协助国民党占领和管理农村（这些势力在内战正式爆发前就随着国民党进入农村）。这些民兵在占领一片地区后，就会以平定农村为借口，對中共黨員和平民进行有组织的报复。据记载这些民兵组织“不分青红皂白地杀人，并敲诈、侮辱、强奸、勒索平民”，而国民党军队则抢劫民货和牲畜。中共将国民党以及这些民兵组织的行为形容成“新的‘三光’政策”，一些平民对这一说法表示认同，并抱怨国民党军队“比日本人还糟糕十倍”。
1949年中华民国政府迁台前夕，命令国防部保密局分批处决囚禁在重庆白公馆、渣滓洞等监狱中的共产党员和政治犯。这场处决始于1949年9月6日，结束于1949年11月29日上午，死者达300余人，史称“重庆一一·二七大屠杀”。1949年12月7日在成都则发生“成都十二桥惨案”。

#### 台湾白色恐怖时期
1949年4月20日，中国人民解放军发动渡江战役，攻占当时的中华民国首都南京。为守住台湾，时任台湾省主席兼警备总司令的陈诚，于5月19日颁布戒严令，自5月20日零时起，台湾开始进入迄今史上时间最长的军事戒严期。為配合动员戡乱体制，立法院颁布的“惩治叛乱条例”和“检肃匪谍条例”，後世稱這段時期為台湾白色恐怖时期。同年12月7日，自中华民国国军退守台湾后，隶属于中华民国国防部的情报单位开始在岛内全面肃清中共地下党员。1950年代开始，凡是共产党员、亲共人士、有亲共嫌疑者、曾经去过延安者、思念大陆家乡者、或有异见者、异言者均可不经审判（或由简易的军事法庭）加以逮捕，当场处决，被处决者约4000—5000人，牵连入狱者约8000—12000人，没有确切的统计数字。其中大部分的受难者，均因亲共之名被处决或监禁。台湾白色恐怖时期一直持續至1987年7月15日解除戒严為止。

### 大韩民国

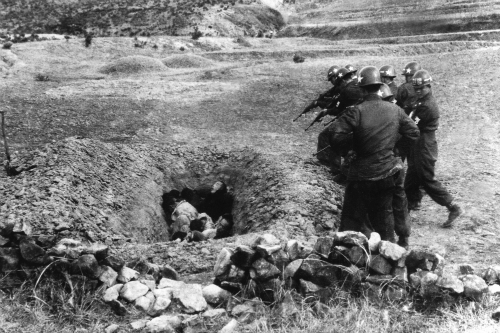
保导联盟事件中，韩国军警枪决政治犯

在朝鲜战争時期及李承晚統治期间，数以万计的共产主义者和被怀疑为共产主义同情者的人被杀害，著名的屠杀事件有保导联盟事件。被杀害者的人数有多种说法。根据为了真实和解过去事整理委员会顾问金东春教授的说法，至少100000人被以疑似支持共产主义的罪名处决。 朝鲜战争初期，在东南部城市蔚山，870人被韩国警察集体杀害。仅在1950年7月—8月，就有407名平民未经审判便被当局处死。2008年1月24日，时任韩国总统卢武铉为这次屠杀进行道歉。

### 越南
学者本杰明·瓦伦蒂诺估算，在越南战争期间，美国和南越的军警以镇压越共游击队为名杀害的人数在110000至310000之间。

### 泰国
1960年代—1970年代，泰国军政府及其下辖的共产主义镇压行动指挥部协助军队、警察和准军事民团，以严刑峻法来应对泰国共产党领导的暴动。1971年—1973年，在他侬·吉滴卡宗陆军元帅和布拉帕斯·乍鲁沙提恩将军统治时期，反共活动达到巅峰。根据官方统计数字，在这一时期，全国共有3008名被怀疑为共产党员的人被杀。 另一些统计数字则更高。平民被处死通常是在没有经过审判的情况下。
其中一个著名的事件便是发生于泰国南部博他仑府林赛的所谓“红鼓屠杀”（又称“红桶屠杀”）。在那里，超过200名（非官方统计数字则高达3000名）被指控帮助共产党的平民被塞进红色小汽油桶里烧死——有时是在人已被杀死的情况下将其遗体放入焚烧，有时则是活活将人塞进桶里烧死。这一事件从未得到彻底调查和追究，没有任何施害者被绳之以法。
1976年，在经历了1973年泰国学运并建立文人政府三年后，泰国军方試圖重新干預政局，此舉引發學生示威抗議。10月6日，在獲得高層允許和右翼支持的情況下，泰國警察和右翼准军事武装组织成员以支持共产主义为罪名，暴力鎮壓了左翼學生，造成數百人死亡的血案。这次屠杀是在右翼政客、媒体和帮派势力进行一系列带有暴力色彩的反共宣传后进行的，佛教僧人帕·吉德迪武德托甚至宣称杀掉共产党人没有罪过。

### 马来亚
1948年6月16日，馬來亞共產黨的幾名黨員在霹靂和豐刺殺植物園的歐洲經理。6月20日，聯合王國政府宣佈實施緊急法令，馬共正式從合法組織成為了非法組織，並在全馬各地進行大逮捕，而馬共也在同時宣佈開展武裝反殖民行動。
1948年12月11日，道格拉士上士與休斯中士率領第2蘇格蘭近衛團第G連第7排巡邏隊前往雪蘭莪峇冬加里的雙溪樂莫橡膠園。傍晚進入橡膠園後，開始盤問村民，村民否認為馬共黨員或其支持者。但隨後部隊的馬來亞籍警員向英軍表示，儲存配糧的倉庫可能遭到馬共黨員偷取。之後英軍開始分隔村民。男村民被隔離囚禁在宿舍（俗稱公司），而婦孺被關在另一宿舍。道格拉士命令20歲的村民羅會南（又名羅吉粦）往前面小逕行走，期間他突然遭人從後面開槍，其中槍後仍未斷氣，後再補上一槍後擊斃。其他男村民被英軍帶到宿舍後方強行盤問，以迫使村民說出馬共分子的情報。翌日運送糧食的卡車在進入村內後被截停，司機在盤問後被扣留。所有婦孺被載上卡車，男村民依然被囚禁。休斯被對士兵宣布處死扣留的23名男村民。隨後英軍命令他們往小溪走去，士兵尾隨其後。途中，英軍開槍掃射，村民中槍後倒地身亡。之後英軍便放火焚燒村莊。

### 印度尼西亚
1965年–1966年印度尼西亚大屠杀是在九三〇事件发生后，由苏哈托独裁政府发动的反共暴力清洗行动。
杀戮始于1965年10月的雅加达，后扩散至爪哇岛中东部，最后又扩展到巴厘岛。在其它部分岛屿也发生了小规模杀戮，主要发生在苏门答腊岛。 由于苏加诺总统失势，苏哈托开始实行独裁统治，印度尼西亚共产党的领导人被通缉，有些在被逮捕后即刻枪决。印度尼西亚空军也成为清洗的一个重点目标。11月6日，印尼共资深领导人尼約托被处决，主席艾地则被处决于11月22日，第一副主席卢克曼在不久后也被处决。
一般估计，在这一时期，被印度尼西亚安全部队杀死的人的数量在50万至100万之间。据其他来源称，有200万至1000万人死亡。
2016 年，海牙国际法庭裁定这些杀戮构成危害人类罪，并裁定美国和其他西方国家共谋这些罪行。2017年公布的解密文件证实，美国政府不仅对大屠杀的发生有详细的了解，而且还深度参与到大规模杀戮活动中。康涅狄格大学历史学者布拉德利·辛普森 （Bradley R. Simpson） 认为，这些文件“包含了美国故意地、兴奋地推动对无辜民众的大规模屠杀的可怕细节”。文森特·贝文斯认为，鉴于印尼军队在西方大国中的影响，世界各地其他右翼军事政权也效仿印尼军队实施的大规模屠杀开展了他们自己的反共灭绝运动。

### 伊朗
1931年6月，巴列维王朝君主礼萨·汗为加强个人专制地位，同时迫于西方压力，授权伊朗议会通过《反共产主义法》，宣布伊朗共产党为非法组织，伊共主要成员大部分成员遭到监禁或屠杀。1935年，一些具有左翼倾向的知识分子在首都德黑兰组织“学习小组”，探讨和宣传马克思主义、列宁主义。1937年，礼萨·汗以“危害国家安全罪”为由，逮捕“学习小组”的53名成员，伊朗现代史上著名的“五十三人”小组由此而得名。
1953年伊朗政变，军方推翻摩萨台首相领导的政府。政变当局擁立穆罕默德-礼萨·巴列维国王掌权后，开始严厉镇压摩萨台的盟友伊朗人民党（伊朗共产党的后继者）。1954年，因叛徒出卖，人民党领导的秘密军事组织“军事部”被当局全盘挖出，该组织成员466人受到当局的审判，其中一半被判处死刑，其他人则被判处了不同刑期的徒刑，他们在狱中都受尽了酷刑。数月后，人民党青年部70多名成员被捕。
伊朗伊斯兰革命后的1983年5月4日，伊朗霍梅尼神权当局宣布取缔曾经支持伊斯兰革命的伊朗人民党，并逮捕了该党大量成员。1988年，伊朗处决大量政治犯，其中包括许多左翼人士。1989年夏天，在刚上任的伊朗最高领袖阿里·哈梅内伊的指示下，伊朗当局处决了数千名政治犯，包括伊朗人民党的38名中央委员和数百名骨干分子。

### 伊拉克
1963年，阿拉伯复兴社会党在伊拉克发动军事政变，夺取政权后便残酷屠杀原先的盟友伊拉克共产党的成员，包括总书记萨拉姆·阿德勒在内的数千名共产党人惨遭杀害或监禁。证据显示，美国竭力支持复兴党，以遏制中东地区共产主义的壮大，中央情报局直接参与了针对伊共的大屠杀。野蛮暴行激起伊拉克国内外舆论强烈反弹，争权夺利造成内部四分五裂，复兴党短期执政随即夭折。1968年，复兴党再度发动军事政变，二次夺取政权。卷土重来的复兴党汲取教训，不惜一切代价维持统治。由于当时的复兴党势力十分有限，出于巩固政权的权宜之计，复兴党提出与伊共建立政治同盟的要求，以承诺安排伊共一定席位的内阁官职为诱饵。在复兴党软硬兼施、威胁收买与苏联横加干涉、强迫命令之下，伊共领导层屈从于与复兴党建立政治合作的要求。随着复兴党政权的巩固，1979年萨达姆·侯赛因上台后，公开宣布伊共为“非法组织”，大肆逮捕伊共党员和支持者，大多数伊共领导人不得不流亡海外，组织近乎彻底消亡。

## 欧洲

### 德国
德国的共产主义者、社会主义者和工联主义者是德国国内最早反对纳粹党的人群，也是最早被纳粹关进集中营的人群。纳粹党领袖阿道夫·希特勒宣称共产主义是犹太人的意识形态，称其为“犹太布尔什维克主义”。资产阶级对共产主义骚动的恐惧成为了制定德国1933年授权法的驱动力之一，该法使希特勒开始独揽大权。纳粹党领导人赫尔曼·戈林后来承认，在纽伦堡审判中，纳粹党压制德国共产党势力的企图推动了保罗·冯·兴登堡总统及当时的德国资产阶级精英同纳粹党达成合作共识。1933年3月，纳粹德国的第一座集中营于达豪建成，收押了德国的共产主义者、社会主义者、工联主义者和其他反对纳粹的人士。 共产党人、社会民主党人和其他政治犯都被迫带上作为政治隔离标志的“红三角”袖标。
无论何时纳粹占领一块新领土，共产主义、社会主义、无政府主义团体的成员通常是第一批被逮捕和处决的人。这一情况已从希特勒下达的鲜为人知的政委命令中得到证实，在这份命令中，希特勒下令就地枪决所有俘获的苏联红军政委，同时杀掉德国占领区内所有共产党员。 在东线战场，别动队负责执行此类死刑。

### 希腊
1944年10月，纳粹德国在地中海地区兵败，英国军队以对德作战为名在希腊登陆，护送希腊流亡政府回国。纳粹占领期间，坚持游击战的希腊共产党等左翼力量，组建了民族解放阵线，还建立了地方政权。英国和以保守派为主的希腊新政府担心大权旁落，下令游击队就地解散。同年12月3日，约25万名民众在雅典市中心的宪法广场举行了一次示威游行，声援民族解放阵线。在示威过程中，警察向游行群众开了枪，造成30人死亡、148人受伤。次日，支持民族解放阵线的民众发起更大规模的抗议和总罢工，并在雅典街头筑起街垒，同政府军作战，英军也从意大利紧急调派了1650名士兵赶往镇压。冲突持续了44天，超过40000名平民死亡。这一事件史称“十二月事件”。

### 西班牙
在西班牙，“白色恐怖”指佛朗哥分子在西班牙内战及战后专制统治时期犯下的种种暴行。
由于许多共产主义者和社会主义者在输掉西班牙内战后逃离西班牙，遇害者的数字难以准确估计。此外，佛朗哥政府还销毁了数千份有关“白色恐怖”的文件，以掩盖其处决共和派人士的行径。 数以千计的“白色恐怖”受难者被埋在数百个无名集体坟墓里，仅在安达卢西亚便有超过600人遇害。 最大的集体坟墓是马拉加郊区的圣拉斐尔公墓（可能埋葬了4000多名受害者）。 争取复苏历史记忆协会指出，失踪者的人数超过3,5萬。 大部分历史学家认为，白色恐怖造成的死亡人数在150000至400000之间。

## 非洲

### 苏丹
1971年7月19日，苏丹共产党因涉嫌参与反对加法尔·尼迈里独裁政权的未遂政变而遭到大规模镇压，大批党员被捕，总书记阿卜杜勒·哈利格·马哈古卜等领导人和上千名党员被处死，党的组织也遭到严重破坏，损失惨重。

## 美洲

### 萨尔瓦多
1932年，萨尔瓦多共产党领导了一次反对马克西米利亚诺·埃尔南德斯·马丁内斯独裁政府的起义，遭到残酷镇压，30000名农民在镇压行动中死亡。
在1979年–1992年的萨尔瓦多内战中，萨尔瓦多军政府与由五个左翼游击队组成的反对派联盟法拉本多·马蒂民族解放阵线发生激烈冲突。
1979年10月5日，萨尔瓦多发生军事政变，许多反政变的示威者被政变当局杀害。这一事件被视为内战的导火索。1980年1月，各左翼政治组织共同组建了“革命群众协调”组织。数月后，各左翼武装团体联合组建了“统一革命指导委员会”（后改组为“法拉本多·马蒂民族解放阵线”），开始和军政府全面交战。
在历时12年的内战中，萨尔瓦多政府军、安全机关和警察机关犯下了屠杀、暗杀、绑架、酷刑一系列反人类罪行。内战共造成萨尔瓦多全国7.5万人死亡，8000多人失踪，社会经济遭到严重破坏。在吉米·卡特担任美国总统期间，美国为萨尔瓦多军政府提供了大量军事援助。罗纳德·里根继任总统后，继续执行这一政策。